# Reidgotaland
Reidgotaland (altisländisch Hreiðgotaland, neuisländisch Reiðgotaland) ist ein Gebiet, das unter anderem in Vorzeitsagas und der Prosa-Edda erwähnt wird. Seine genaue Lage ist unklar; im Laufe des Mittelalters wurden offenbar verschiedene Gebiete mit diesem Namen bezeichnet.

## Etymologie
Hreiðgotaland bedeutet „Land der Hreiðgoten“. Der erste Teil des Namens (hreið-) könnte vom Wort hreiðr abgeleitet sein, was „(Vogel-)Nest“ bedeutet. Es könnte sich aber auch um ein ehrendes Epitheton handeln, das vermutlich „berühmt“ bedeutet. Eine andere mögliche Erklärung ist die Abstammung von reið („Reiten“, „Reisen“). Der zweite Namensteil (gotar, Singular goti) bezieht sich auf die Goten oder auf die Bewohner Gotlands.

## Lokalisierung
Zur Lokalisierung von Reidgotaland gibt es verschiedene Vorschläge; schon in den Quellentexten selbst sind offenbar verschiedene Gebiete gemeint.

### Land der Goten
Der Hervarar saga zufolge liegt Reiðgotaland nördlich von Húnaland und Saxland und grenzt an Vendland; mit den Hreiðgoten scheinen in dieser Saga also Weichselgoten und mit Reidgotaland das Weichselgebiet gemeint zu sein. Ähnlich verortet die Hauksbók Reidgotaland östlich von Polen und angrenzend an Hunland.

### Jütland oder dänisches und südschwedisches Festland
Im Prolog der Snorra-Edda hingegen wird Reidgotaland als früherer Name von Jütland angegeben (þat heitir nú Jótland er þá var kallat Reiðgotaland), ebenso in einem Fragment der Skjöldunga Saga. Ähnlich bezeichnen die Skáldskaparmál mit Reidgotaland das Festland (und die dazugehörigen Inseln als Eygotaland) des Gebietes, das später Danaveldi und Svíaveldi hieß. Auch der Ragnarssona þáttr nennt Reiðgotaland und Eygotaland direkt nacheinander in einer Liste eroberter Gebiete.

### Gotland
In der Ynglinga saga der Heimskringla wird Reidgotaland als austauschbare Bezeichnung für Gotland verwendet.

### Lexikonartikel
- Else Ebel: Hreiðgoten. In: Reallexikon der Germanischen Altertumskunde (RGA). 2. Auflage. Band 15, Walter de Gruyter, Berlin/New York 2000, ISBN 3-11-016649-6, S. 153 f.
- Reidgoter. In: Nordisk familjebok konversationslexikon och realencyklopedi. 4. Auflage. Band 17: Payer–Rialto. Förlagshuset Nordens Boktryckeri, Malmö 1957, Sp. 841 (schwedisch, runeberg.org).
- Th. Wisén (E. Brate): Reidgoter. In: Theodor Westrin, Ruben Gustafsson Berg (Hrsg.): Nordisk familjebok konversationslexikon och realencyklopedi. 2. Auflage. Band 22: Possession–Retzia. Nordisk familjeboks förlag, Stockholm 1915, Sp. 1270 (schwedisch, runeberg.org).

### Forschungsliteratur
- Sophus Bugge: Der Runenstein von Rök in Östergötland, Schweden. Ivar Hæggströms boktryckeri A. B., Stockholm 1910, S. 29–32 (digitalisiert).
- Otto von Friesen: Exkurs I. – Om folknamnet hreidgotar. In: Rökstenen. Runstenen vid Röks kyrka Lysings härad Östergötland. Jacob Bagges söner, Stockholm 1920, S. 108–134 (schwedisch, digitalisiert).